# Weiten-Gesäß
Weiten-Gesäß ist ein Stadtteil von Michelstadt im südhessischen Odenwaldkreis.

## Geografie
Das offene Dorf mit unregelmäßigem Grundriss Weiten-Gesäß liegt bei einseitiger Gehängelage im Buntsandstein-Odenwald, ca. 6,5 km nordöstlich von Erbach und 2 km nordöstlich der Kernstadt. Das Gebiet des Stadtteils besteht aus der Gemarkung Weiten-Gesäß mit einer Fläche von 1184 Hektar, davon sind 848 Hektar Wald. Die Ortslage befindet sich auf 300 bis 380 m ü. NHN und der höchste Punkt der Gemarkung liegt mit 512 m im Eulbacher Park. In der Gemarkung liegen die folgenden aktuellen bzw. historischen Siedlungsplätze:
- Heuberger Hof[4]
- Trumpfhellerhaus[5]

Weiten-Gesäß liegt inmitten der Wälder nordöstlich der Kernstadt Michelstadt in Südhanglage am Waldbach am Fuße eines gerodeten Bergrückens. Der Waldbach fließt durch den Schlehengrund nach Nordwesten in Richtung Zell der Mümling zu. Im Osten reichen große Waldgebiete über den 449 Meter hohen Katzenbuckel bis zum Eulbacher Park. Im Gottwald westlich des Waldbachs liegt in einer eigenen Rodung der Heuberger Hof, als Forsthaus Habrich bis vor wenigen Jahren noch Sitz eines Revierförsters.
An den Stadtteil Weiten-Gesäß grenzen, von Norden beginnend, im Uhrzeigersinn, die Stadtteile Zell, Momart und Kimbach der Stadt Bad König, die Michelstädter Stadtteile Vielbrunn, Würzberg und Steinbach. Durch den Ort verläuft die Kreisstraße 92, die von Zell im Odenwald über Weiten-Gesäß zur Kernstadt Michelstadt führt.

## Geschichte

### Ortsgeschichte
Die älteste, erhalten gebliebene urkundliche Erwähnung als Widengesehez datiert von 1113.
Weiten-Gesäß gehörte zum Amt Fürstenau der Grafschaft Erbach-Fürstenau, die mit der Mediatisierung 1806 Teil des Großherzogtums Hessen wurde. Ab 1822 gehörte Weiten-Gesäß zum Landratsbezirk Erbach, ab 1852 zum Kreis Erbach (ab 1939: „Landkreis Erbach“), der – mit leichten Grenzberichtigungen – seit 1972 Odenwaldkreis heißt.
Nach Auflösung des Amtes Fürstenau 1822 und Trennung der Rechtsprechung von der Verwaltung, nahm die erstinstanzliche Rechtsprechung für Weiten-Gesäß das Landgericht Michelstadt wahr, ab 1879 das Amtsgericht Michelstadt.
Hessische Gebietsreform (1970–1977)
Im Zuge der Gebietsreform in Hessen wurde die bis dahin selbständige Gemeinde Weiten-Gesäß zum 1. Oktober 1971 auf freiwilliger Basis in die Stadt Michelstadt eingemeindet. Wie für jede eingegliederte Gemeinde wurde ein Ortsbezirk  eingerichtet.

### Verwaltungsgeschichte im Überblick
Die folgende Liste zeigt die Staaten und Verwaltungseinheiten, denen Weiten-Gesäß angehört(e):
- vor 1718: Heiliges Römisches Reich, Grafschaft Erbach, Amt Michelstadt (Zent Michelstadt)
- ab 1718: Heiliges Römisches Reich, Grafschaft Erbach (Erbach-Fürstenauer Linie), Amt Fürstenau
- ab 1806: Großherzogtum Hessen (Souveränitätslande),[Anm. 2] Fürstentum Starkenburg, Amt Fürstenau (zur Standesherrschaft Erbach gehörig)
- ab 1815: Großherzogtum Hessen[Anm. 3] (Souveränitätslande), Provinz Starkenburg, Amt Fürstenau (zur Standesherrschaft Erbach gehörig)
- ab 1820: Großherzogtum Hessen, Provinz Starkenburg, standesherrliches Amt Fürstenau
- ab 1822: Großherzogtum Hessen, Provinz Starkenburg, Landratsbezirk Erbach[Anm. 4]
- ab 1848: Großherzogtum Hessen, Regierungsbezirk Erbach
- ab 1852: Großherzogtum Hessen, Provinz Starkenburg, Kreis Erbach
- ab 1871: Deutsches Reich,[Anm. 5] Großherzogtum Hessen, Provinz Starkenburg, Kreis Erbach
- ab 1918: Deutsches Reich, Volksstaat Hessen,[Anm. 6] Provinz Starkenburg, Kreis Erbach
- ab 1938: Deutsches Reich, Volksstaat Hessen, Landkreis Erbach[11][Anm. 7]
- ab 1945: Amerikanische Besatzungszone,[Anm. 8] Groß-Hessen, Regierungsbezirk Darmstadt, Kreis Erbach
- ab 1946: Amerikanische Besatzungszone, Hessen, Regierungsbezirk Darmstadt, Landkreis Erbach
- ab 1949: Bundesrepublik Deutschland, Hessen, Regierungsbezirk Darmstadt, Landkreis Erbach
- ab 1971: Bundesrepublik Deutschland, Hessen, Regierungsbezirk Darmstadt, Landkreis Erbach, Stadt Michelstadt[Anm. 9]
- ab 1972: Bundesrepublik Deutschland, Hessen, Regierungsbezirk Darmstadt, Odenwaldkreis, Stadt Michelstadt

## Bevölkerung
Einwohnerstruktur
Nach den Erhebungen des Zensus 2011 lebten am Stichtag dem 9. Mai 2011 in Weiten-Gesäß 951 Einwohner. Darunter waren 12 (1,3 %) Ausländer.
Nach dem Lebensalter waren 189 Einwohner unter 18 Jahren, 387 zwischen 18 und 49, 222 zwischen 50 und 64 und 186 Einwohner waren älter.
Die Einwohner lebten in 393 Haushalten. Davon waren 84 Singlehaushalte, 144 Paare ohne Kinder und 123 Paare mit Kindern, sowie 36 Alleinerziehende und 3 Wohngemeinschaften. In 81 Haushalten lebten ausschließlich Senioren und in 264 Haushaltungen lebten keine Senioren.
Einwohnerentwicklung
- 1522: 10 wehrfähige Männer[3]
- 1623: 14 Häuser mit 84 Einwohnern[3]
- 1961: 536 evangelische (= 81,06 %), 115 katholische (= 17,40 %) Einwohner[3]

| Weiten-Gesäß: Einwohnerzahlen von 1829 bis 2024 | Weiten-Gesäß: Einwohnerzahlen von 1829 bis 2024 | Weiten-Gesäß: Einwohnerzahlen von 1829 bis 2024 | Weiten-Gesäß: Einwohnerzahlen von 1829 bis 2024 | Weiten-Gesäß: Einwohnerzahlen von 1829 bis 2024 |
| --- | ----------------------------------------------- | ----------------------------------------------- | ----------------------------------------------- | ----------------------------------------------- |
| Jahr |                                                 |                                                 |                                                 | Einwohner                                       |
| 1829 | 1829                                            |                                                 | 463                                             | 463                                             |
| 1834 | 1834                                            |                                                 | 585                                             | 585                                             |
| 1840 | 1840                                            |                                                 | 659                                             | 659                                             |
| 1846 | 1846                                            |                                                 | 777                                             | 777                                             |
| 1852 | 1852                                            |                                                 | 801                                             | 801                                             |
| 1858 | 1858                                            |                                                 | 763                                             | 763                                             |
| 1864 | 1864                                            |                                                 | 657                                             | 657                                             |
| 1871 | 1871                                            |                                                 | 647                                             | 647                                             |
| 1875 | 1875                                            |                                                 | 641                                             | 641                                             |
| 1885 | 1885                                            |                                                 | 612                                             | 612                                             |
| 1895 | 1895                                            |                                                 | 610                                             | 610                                             |
| 1905 | 1905                                            |                                                 | 658                                             | 658                                             |
| 1910 | 1910                                            |                                                 | 649                                             | 649                                             |
| 1925 | 1925                                            |                                                 | 588                                             | 588                                             |
| 1939 | 1939                                            |                                                 | 588                                             | 588                                             |
| 1946 | 1946                                            |                                                 | 734                                             | 734                                             |
| 1950 | 1950                                            |                                                 | 718                                             | 718                                             |
| 1956 | 1956                                            |                                                 | 622                                             | 622                                             |
| 1961 | 1961                                            |                                                 | 661                                             | 661                                             |
| 1967 | 1967                                            |                                                 | 717                                             | 717                                             |
| 1970 | 1970                                            |                                                 | 758                                             | 758                                             |
| 1980 | 1980                                            |                                                 | ?                                               | ?                                               |
| 1990 | 1990                                            |                                                 | ?                                               | ?                                               |
| 2000 | 2000                                            |                                                 | ?                                               | ?                                               |
| 2011 | 2011                                            |                                                 | 981                                             | 981                                             |
| 2016 | 2016                                            |                                                 | 965                                             | 965                                             |
| 2019 | 2019                                            |                                                 | 1.014                                           | 1.014                                           |
| 2024 | 2024                                            |                                                 | 961                                             | 961                                             |
| Datenquelle: Historisches Gemeindeverzeichnis für Hessen: Die Bevölkerung der Gemeinden 1834 bis 1967. Wiesbaden: Hessisches Statistisches Landesamt, 1968. Weitere Quellen: LAGIS; Stadt Michelstadt; Zensus 2011 |                                                 |                                                 |                                                 |                                                 |

## Politik
Ortsbeirat
Für Weiten-Gesäß besteht ein Ortsbezirk (Gebiete der ehemaligen Gemeinde Weiten-Gesäß) mit Ortsbeirat und Ortsvorsteher, nach Maßgabe der §§ 81 und 82 HGO und des Kommunalwahlgesetzes in der jeweils gültigen Fassung gebildet. Der Ortsbeirat besteht aus fünf Mitgliedern. Bei den Kommunalwahlen in Hessen 2021 betrug die Wahlbeteiligung zum Ortsbeirat Erlenbach 70,60 %. Dabei wurden gewählt: zwei Mitglieder der CDU und drei Mitglieder der Überparteilichen Wählergemeinschaft (ÜWG). Der Ortsbeirat wählte Peter Hartung (ÜWG) zum Ortsvorsteher.

## Sehenswürdigkeiten und Kultur

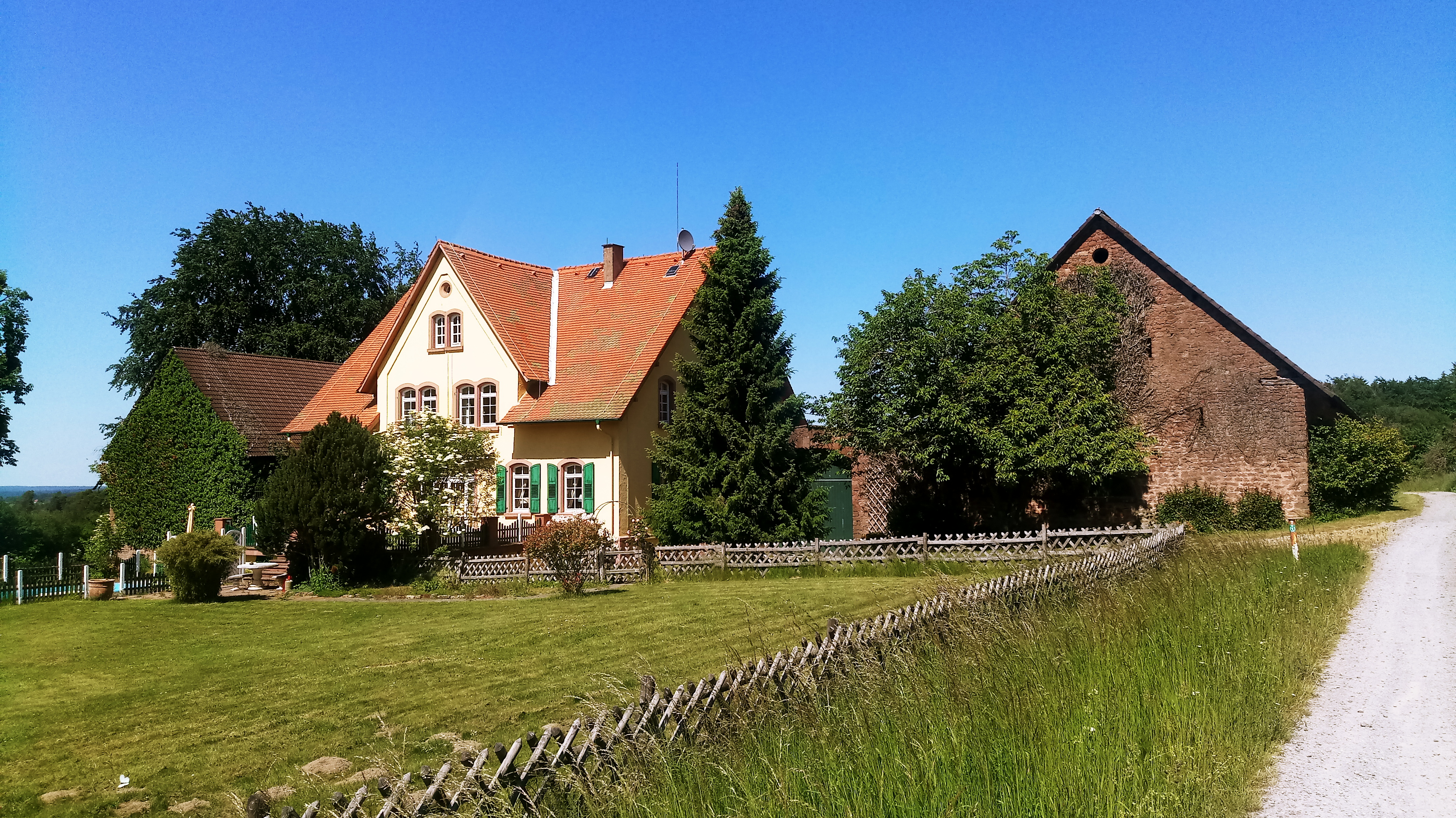
Heuberger Hof

Das Forsthaus Habrich, heute: Heuberger Hof, ein 1863 vom Grafen Eberhard zu Erbach-Erbach gegründetes herrschaftliches Hofgut, eine große vierseitige Anlage, ist als Sachgesamtheit Kulturdenkmal.
Kulturdenkmäler
In der Liste der Kulturdenkmäler in Michelstadt  sind für Weiten-Gesäß vier Kulturdenkmäler aufgeführt.
Dolles Dorf
Seit dem 26. Januar 1995 wird wöchentlich in der hessenschau ein hessisches Dorf, das zum Zeitpunkt vor der Gebietsreform unter 2.000 Einwohner hatte, für Sendung am folgenden Samstag ausgelost und von einem Reportageteam des Hessischer Rundfunks vorgestellt. Am 22. Februar 2024 wurde Weiten-Gesäß als „Dolles Dorf“ aus den 900 Karten der Lostrommeln gezogen.
Ortsteile
Im Jahre 2001 wurde die Agendagruppe Weiten-Gesäß auf Anregung der Initiative der UNO zur nachhaltigen Entwicklung im 21. Jahrhundert gegründet. Die Gruppe brachte an verschiedenen Stellen Schilder mit alten und noch geläufigen „Ortsteilbezeichnungen“ an. Mittig des weitläufigen Ortsgebiets liegt das Middeldorf (Mitteldorf, Mittelweg – Schneiderweg – Postweg – Kronenweg). Oberhalb befindet sich das Owwerndorf (Oberdorf, Dorfstraße von der Freiburgstraße bis zur Kirche) mit der Kreizgasse, dem früheren Zentrum mit Wirtschaft, Bäcker, Metzger, Schneider, Schuster. Im weiteren Verlauf der Dorfstraße durch das Unnerndorf (Unterdorf) erreicht man die Hoffad (Hofreite, Dreiseithof).
Von der Hoffad zweigt nordwestlich in den Momarter Weg und Am Schmalberg das Neistedtl ab. Hier stand im Jahre 1752 nur ein Haus, 1865 waren es bereits fünf Häuser. Dieses Neudorf wurde übertrieben als Neistedtl (Neustädtchen) bezeichnet. Südlich davon liegt der Flur und Siedlungsteil Litzert. Nördlich des Neustedl im weiteren Verlaufe des Momarter und Mittelwegs ist der Ortsteil Schmoalmisch (Schmalberg), nach dem gleichnamigen Flur benannt. Der Bereich der Eichenstraße zum Schmalberg, nördlich des Middeldorfs, wird nach dem Flurnamen als Am Bäisch (Am Berg) bezeichnet. Der Straßenzug Freiburgstraße, der im Osten an der Freibeusch (Freiburg) mit dem Müllerweg abschließt, nannt man Uff de Häih (Auf der Höhe). Hier stand im Jahre 1752 mit Sandstein gemauertes einzelnes Haus „wie eine Burg“ eines „freien Bauers“.

## Verkehr und Infrastruktur
Weiten-Gesäß liegt an der Kreisstraße K 92, die von der südwestlich gelegenen Kernstadt Michelstadt über die Sattelhöhe am Weiten-Gesäßer Berg kommt und durch das Waldbachtal hinunter nach Zell im Odenwald im Nordwesten führt.